# Finnische Partei
Die Finnische Partei (finnisch Suomalainen puolue, schwedisch Finska partiet) war eine konservativ-bürgerliche Partei der fennomanen Bewegung im zum Russischen Reich gehörenden Großfürstentum Finnland. Ziel der Partei war es, das Finnische zur Amtssprache zu erheben. Zu ihren ideologischen Führern gehörten unter anderem der Philosoph Johan Vilhelm Snellman, Yrjö Koskinen und Johan Richard Danielson-Kalmari.
Während etwa die Jungfinnische Partei Zugeständnisse an den russischen Zaren negativ gegenüberstand gaben sich die Mitglieder der Finnischen Partei eher loyal. Im Gegensatz zu den Jungfinnen wurden die Anhänger der Finnischen Partei auch als Altfinnen bezeichnet.
Ein Teil der Altfinnen schloss sich 1902 mit den Jungfinnen zur Konstitutionellen Partei zusammen. Nach der Unabhängigkeit Finnlands im Jahr 1917 war das Sprachproblem beseitigt. Im Dezember 1918 löste sich die Partei auf. Die Mehrheit der Finnischen Partei trat dabei der neugegründeten Nationalen Sammlungspartei bei. Ihr Ziel war die Einführung einer konstitutionellen Monarchie in Finnland. Die Parteiführung sah in einer Monarchie ein Bollwerk gegen den Sozialismus. Eine liberal gesinnte Minderheit gründete die Nationale Fortschrittspartei, die bis 1951 existieren sollte. Bei den ersten Wahlen nach der Unabhängigkeit kam die Sammlungspartei auf 15,17 % der Stimmen, die Fortschrittspartei erhielt 12,81 %.

## Ergebnisse bei Reichstagswahlen
| Wahl | Mandate (von 200) | Stimmen | Prozent |
| ---- | ----------------- | ------- | ------- |
| 1907 | 59                | 243 573 | 27,34   |
| 1908 | 55                | 205 892 | 25,44   |
| 1909 | 48                | 199 920 | 23,62   |
| 1910 | 42                | 174 661 | 22,07   |
| 1911 | 43                | 174 177 | 21,71   |
| 1913 | 38                | 143 982 | 19,88   |
| 1916 | 33                | 139 111 | 17,49   |
| 1917 | 32                | – (1)   | – (1)   |

(1) Wahlbündnis mit der Jungfinnischen Partei und der Volkspartei, insgesamt 299 516 Stimmen, 30,17 % und 61 Sitze.

## Bekannte Mitglieder und Anhänger
- Alexandra Gripenberg, (1857–1913), eine der ersten weiblichen Parlamentsabgeordneten nach der Parlamentswahl in Finnland 1907
- Kyösti Haataja (1881–1956), ab 1917 für die Finnische Partei Parlamentsabgeordneter
- Lauri Ingman (1868–1934), 1918/19 und 1924/25 Ministerpräsident Finnlands für die Sammlungspartei
- Juho Kusti Paasikivi (1870–1956), von 1907 bis 1909 und 1910 bis 1913 für die Finnische Partei im Parlament. Paasikivi wurde später Mitglied der Sammlungspartei und war von 1946 bis 1956 Staatspräsident und war 1918 und von 1944 bis 1946 Ministerpräsident gewesen.
- Väinö Tanner (1881–1966), galt bis zu seinem Hamburgaufenthalt 1902/03 als Anhänger der Finnischen Partei. Der spätere Sozialdemokrat und Ministerpräsident arbeitete als Redakteur für die der Finnischen Partei nahestehende Zeitung Wiipuri.